# Les Plans (Hérault)
Pour les articles homonymes, voir Les Plans.
Les Plans (en occitan Los Plans) sont une commune française située dans le nord du département de l'Hérault, en région Occitanie.
Exposée à un climat méditerranéen, elle est drainée par la Soulondres, le ruisseau de Vasplongues et par un autre cours d'eau. La commune possède un patrimoine naturel remarquable : un site Natura 2000 (« les contreforts du Larzac ») et une zone naturelle d'intérêt écologique, faunistique et floristique.
Les Plans sont une commune rurale qui compte 317 habitants en 2022, après avoir connu une forte hausse de la population depuis 1962. Elle est dans l'agglomération de Lodève et fait partie de l'aire d'attraction de Lodève. Ses habitants sont appelés les Planois ou  Planoises.

## Géographie

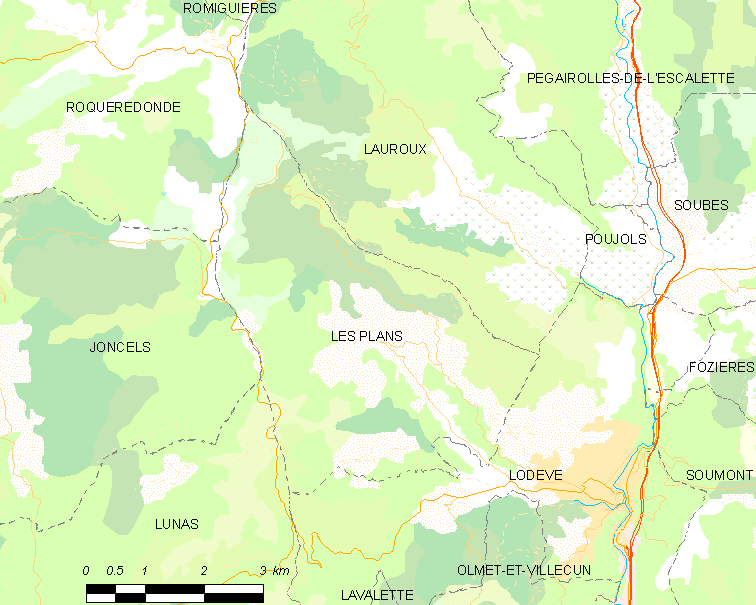
Carte

Les Plans sont une petite commune située dans l'unité urbaine de Lodève.

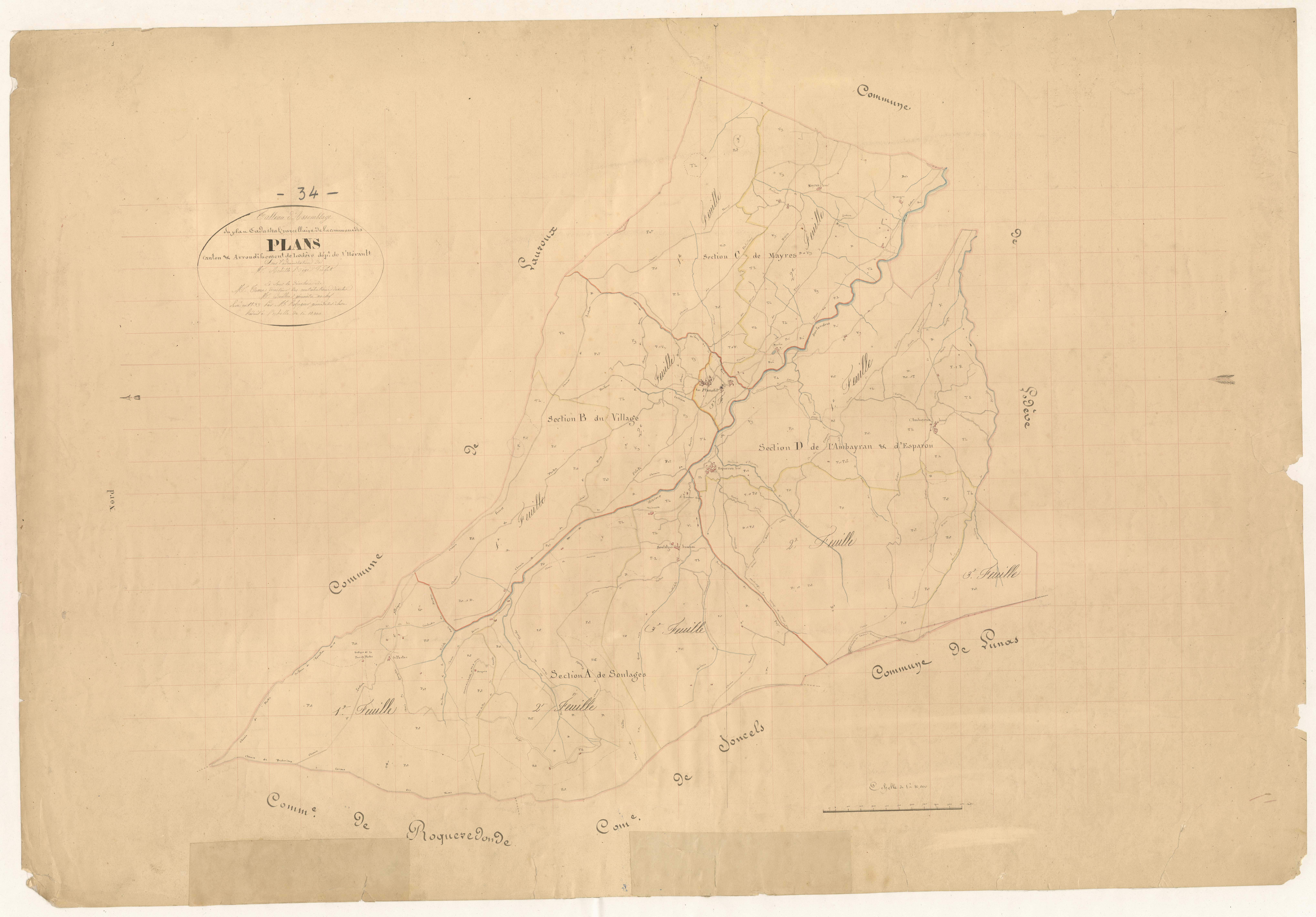
Cadastre napoléonien : tableau d'assemblage (1833).

### Communes limitrophes
| Roqueredonde | Lauroux   |        |
| Joncels      | des Plans | Lodève |
| Lunas        | Lodève    |        |

### Climat
Pour des articles plus généraux, voir Climat de l'Occitanie et Climat de l'Hérault.
En 2010, le climat de la commune est de type climat méditerranéen franc, selon une étude s'appuyant sur une série de données couvrant la période 1971-2000. En 2020, Météo-France publie une typologie des climats de la France métropolitaine dans laquelle la commune est exposée à un climat méditerranéen et est dans la région climatique  Provence, Languedoc-Roussillon, caractérisée par une pluviométrie faible en été, un très bon ensoleillement (2 600 h/an), un été chaud (21,5 °C), un air très sec en été, sec en toutes saisons, des vents forts (fréquence de 40 à 50 % de vents > 5 m/s) et peu de brouillards.
Pour la période 1971-2000, la température annuelle moyenne est de 13,3 °C, avec une amplitude thermique annuelle de 15,7 °C. Le cumul annuel moyen de précipitations est de 1 152 mm, avec 8,6 jours de précipitations en janvier et 3,3 jours en juillet. Pour la période 1991-2020, la température moyenne annuelle observée sur la station météorologique installée sur la commune est de 10,4 °C et le cumul annuel moyen de précipitations est de 1 540,9 mm,. Pour l'avenir, les paramètres climatiques de la commune estimés pour 2050 selon différents scénarios d'émission de gaz à effet de serre sont consultables sur un site dédié publié par Météo-France en novembre 2022.
| Mois                                  | jan.           | fév.           | mars            | avril         | mai           | juin          | jui.          | août           | sep.          | oct.          | nov.            | déc.          | année      |
| ------------------------------------- | -------------- | -------------- | --------------- | ------------- | ------------- | ------------- | ------------- | -------------- | ------------- | ------------- | --------------- | ------------- | ---------- |
| Température minimale moyenne (°C)     | 0,4            | 0,3            | 2,5             | 5             | 8,3           | 12,1          | 14,2          | 14,4           | 11,2          | 8,5           | 3,8             | 1,3           | 6,8        |
| Température moyenne (°C)              | 2,8            | 3,2            | 6               | 8,8           | 12,2          | 16,5          | 19,1          | 19,1           | 15,2          | 11,4          | 6,3             | 3,8           | 10,4       |
| Température maximale moyenne (°C)     | 5,2            | 6,1            | 9,5             | 12,6          | 16,1          | 20,8          | 23,9          | 23,8           | 19,1          | 14,4          | 8,8             | 6,2           | 13,9       |
| Record de froid (°C) date du record   | −10,3 12.01.03 | −14,6 08.02.12 | −11,3 01.03.05  | −4,2 03.04.22 | −1,7 05.05.19 | 3 12.06.1998  | 5,2 12.07.00  | 6,2 31.08.1995 | 2,1 27.09.07  | −3,8 25.10.03 | −7,1 22.11.1999 | −11 21.12.09  | −14,6 2012 |
| Record de chaleur (°C) date du record | 18,1 01.01.22  | 20,6 27.02.19  | 22,1 04.03.1997 | 25 09.04.11   | 28,3 29.05.01 | 34,4 21.06.03 | 33,4 16.07.22 | 37,6 12.08.03  | 29,2 04.09.16 | 26 03.10.11   | 22,2 20.11.1994 | 18,3 31.12.21 | 37,6 2003  |
| Précipitations (mm)                   | 140,3          | 96,9           | 115,5           | 136,9         | 109,7         | 56,1          | 40            | 49,7           | 142,7         | 256,1         | 220,5           | 176,5         | 1 540,9    |

### Milieux naturels et biodiversité

#### Réseau Natura 2000

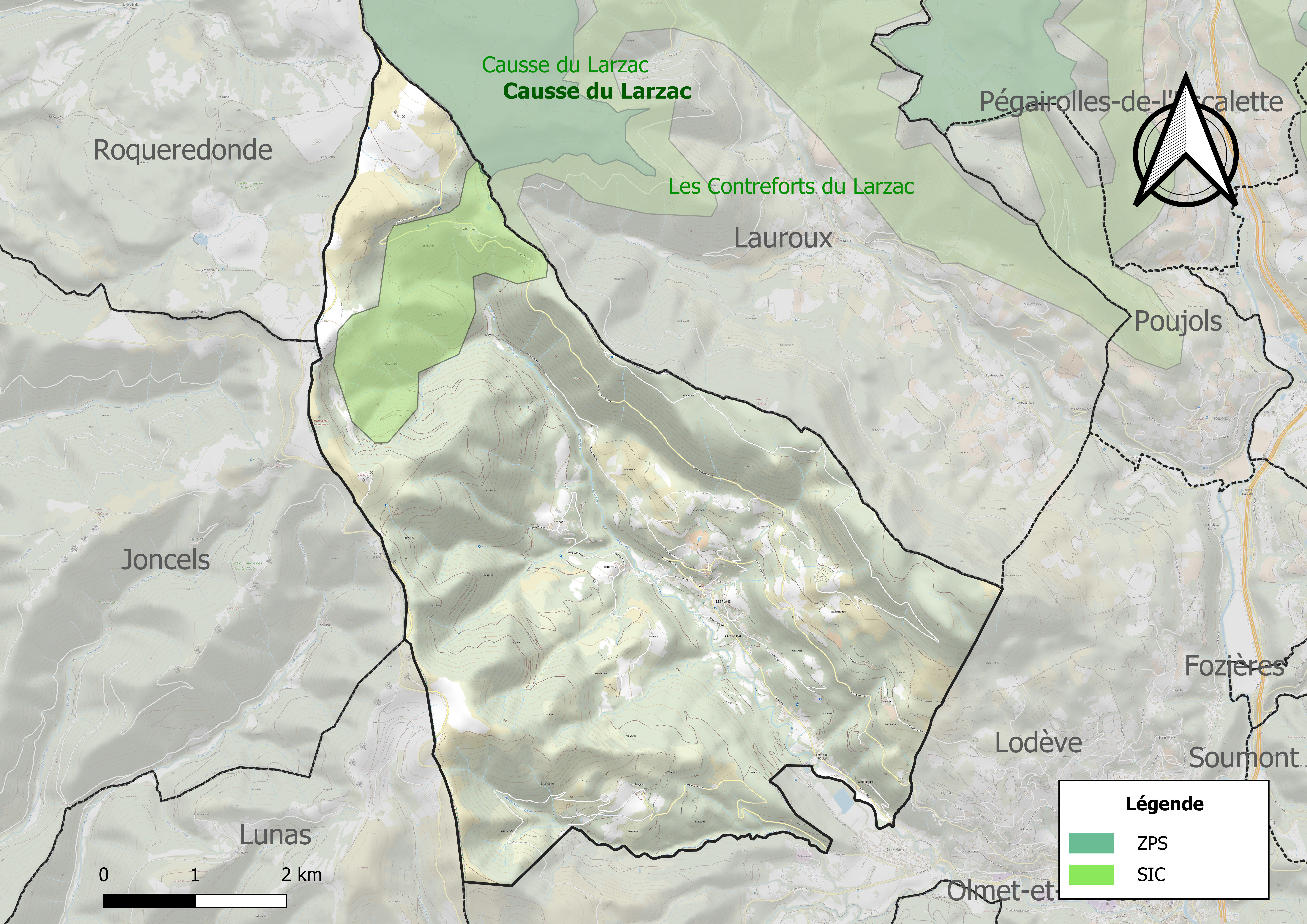
Site Natura 2000 sur le territoire communal.

Le réseau Natura 2000 est un réseau écologique européen de sites naturels d'intérêt écologique élaboré à partir des directives habitats et oiseaux, constitué de zones spéciales de conservation (ZSC) et de zones de protection spéciale (ZPS).
Un site Natura 2000 a été défini sur la commune au titre de la directive habitats : « les contreforts du Larzac », d'une superficie de 5 299 ha, constituant les premiers reliefs du Larzac qui surplombent le bassin de Lodève. Sa richesse est liée à la conjonction des deux influences caussenarde et méditerranéenne.

#### Zones naturelles d'intérêt écologique, faunistique et floristique

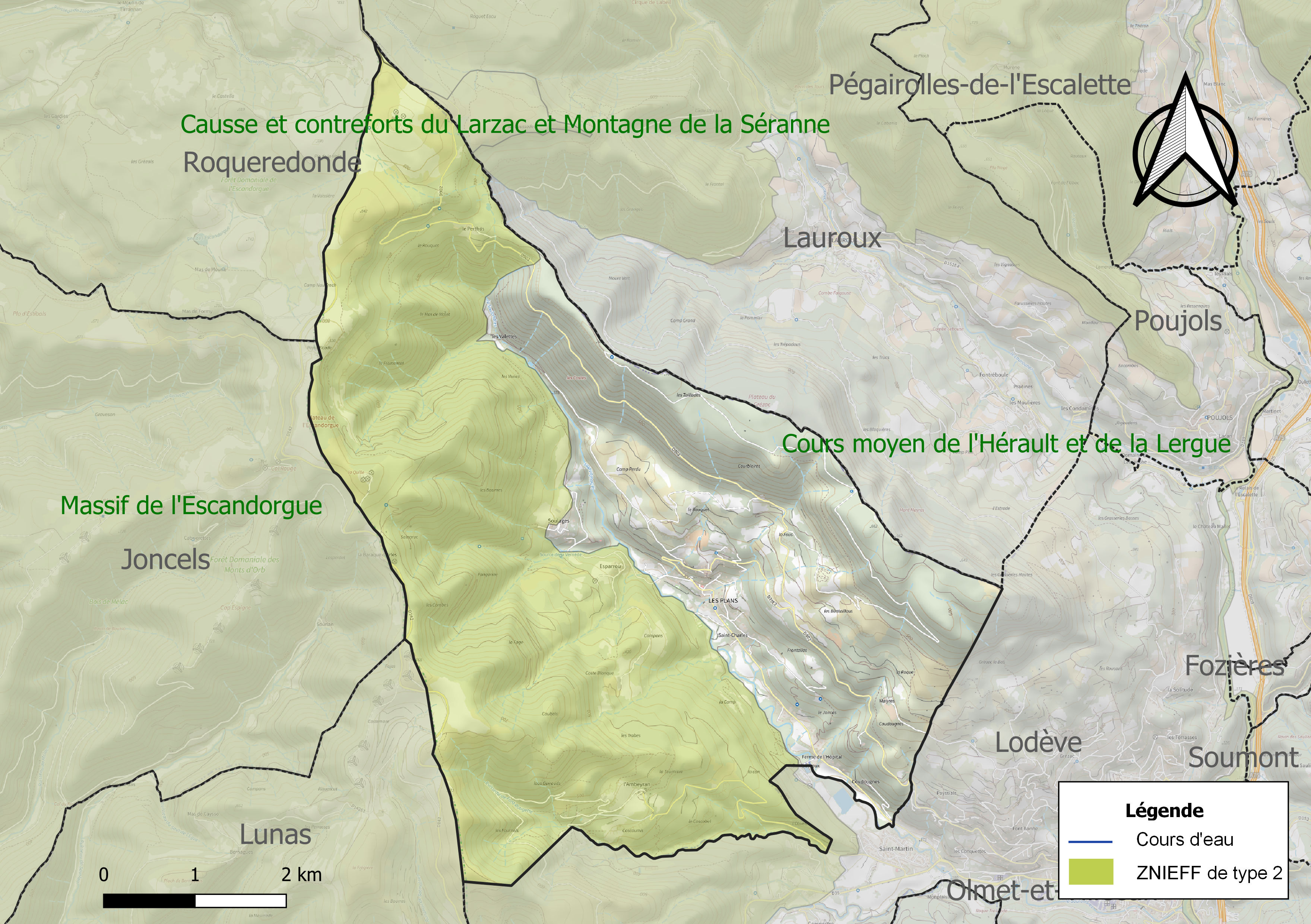
Carte de la ZNIEFF de type 2 localisée sur la commune.

L’inventaire des zones naturelles d'intérêt écologique, faunistique et floristique (ZNIEFF) a pour objectif de réaliser une couverture des zones les plus intéressantes sur le plan écologique, essentiellement dans la perspective d’améliorer la connaissance du patrimoine naturel national et de fournir aux différents décideurs un outil d’aide à la prise en compte de l’environnement dans l’aménagement du territoire.
Une ZNIEFF de type 2 est recensée sur la commune :
le « massif de l'Escandorgue » (7 245 ha), couvrant 7 communes du département.

## Urbanisme

### Typologie
Au 1er janvier 2024, Les Plans sont catégorisés commune rurale à habitat dispersé, selon la nouvelle grille communale de densité à sept niveaux définie par l'Insee en 2022.
Elle appartient à l'unité urbaine de Lodève, une agglomération intra-départementale regroupant huit  communes, dont elle est une commune de la banlieue,,. Par ailleurs la commune fait partie de l'aire d'attraction de Lodève, dont elle est une commune de la couronne,. Cette aire, qui regroupe 19 communes, est catégorisée dans les aires de moins de 50 000 habitants,.

### Occupation des sols
L'occupation des sols de la commune, telle qu'elle ressort de la base de données européenne d’occupation biophysique des sols Corine Land Cover (CLC), est marquée par l'importance des forêts et milieux semi-naturels (72,9 % en 2018), une proportion sensiblement équivalente à celle de 1990 (73,6 %). La répartition détaillée en 2018 est la suivante : 
forêts (60,2 %), zones agricoles hétérogènes (25,9 %), milieux à végétation arbustive et/ou herbacée (12,7 %), prairies (1,2 %). L'évolution de l’occupation des sols de la commune et de ses infrastructures peut être observée sur les différentes représentations cartographiques du territoire : la carte de Cassini (XVIIIe siècle), la carte d'état-major (1820-1866) et les cartes ou photos aériennes de l'IGN pour la période actuelle (1950 à aujourd'hui).

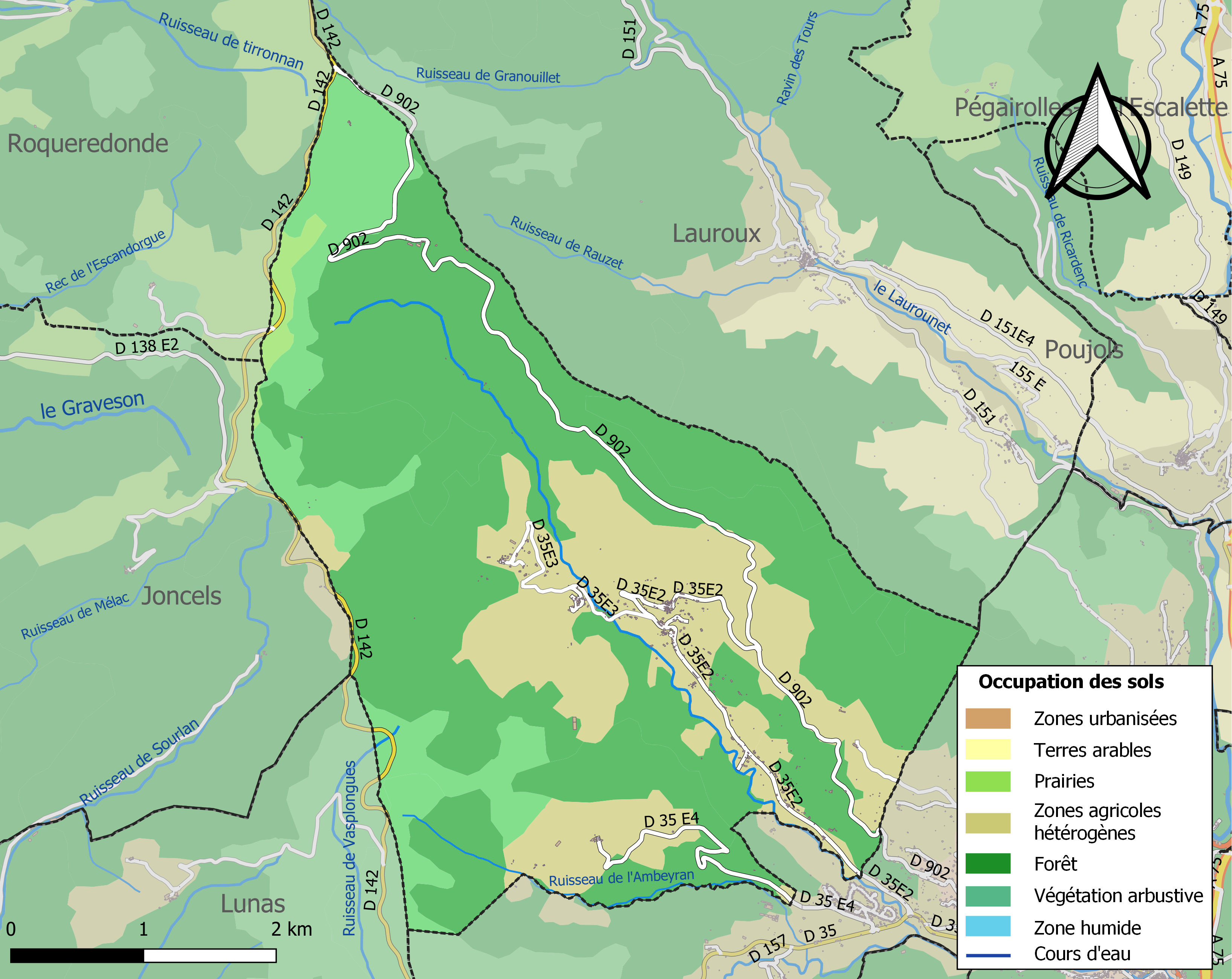
Carte des infrastructures et de l'occupation des sols de la commune en 2018 (CLC).

### Risques majeurs
Le territoire de la commune des Plans est vulnérable à différents aléas naturels : météorologiques (tempête, orage, neige, grand froid, canicule ou sécheresse), inondations, feux de forêts, mouvements de terrains et séisme (sismicité très faible). Un site publié par le BRGM permet d'évaluer simplement et rapidement les risques d'un bien localisé soit par son adresse soit par le numéro de sa parcelle.
Certaines parties du territoire communal sont susceptibles d’être affectées par le risque d’inondation par débordement de cours d'eau, notamment La commune a été reconnue en état de catastrophe naturelle au titre des dommages causés par les inondations et coulées de boue survenues en 1982, 1992, 1996, 1997, 2004, 2014 et 2015,.
Les Plans sont exposés au risque de feu de forêt. Un plan départemental de protection des forêts contre les incendies (PDPFCI) a été approuvé en juin 2013 et court jusqu'en 2022, où il doit être renouvelé. Les mesures individuelles de prévention contre les incendies sont précisées par deux arrêtés préfectoraux et s’appliquent dans les zones exposées aux incendies de forêt et à moins de 200 mètres de celles-ci. L’arrêté du 25 avril 2002 réglemente l'emploi du feu en interdisant notamment d’apporter du feu, de fumer et de jeter des mégots de cigarette dans les espaces sensibles et sur les voies qui les traversent sous peine de sanctions. L'arrêté du 11 mars 2013 rend le débroussaillement obligatoire, incombant au propriétaire ou ayant droit,.

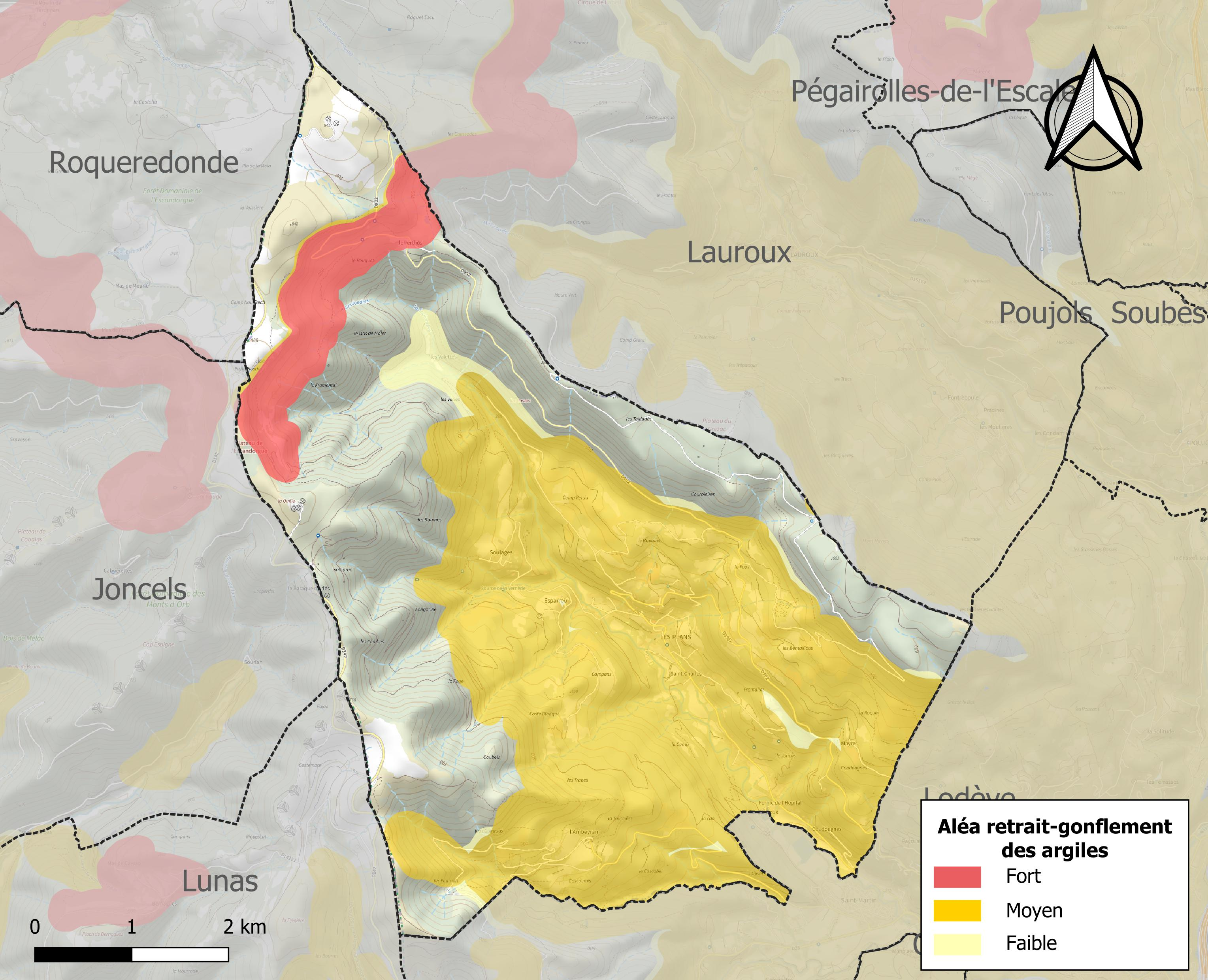
Carte des zones d'aléa retrait-gonflement des sols argileux des Plans.

La commune est vulnérable au risque de mouvements de terrains constitué principalement du retrait-gonflement des sols argileux. Cet aléa est susceptible d'engendrer des dommages importants aux bâtiments en cas d’alternance de périodes de sécheresse et de pluie. 57,1 % de la superficie communale est en aléa moyen ou fort (59,3 % au niveau départemental et 48,5 % au niveau national). Sur les 189 bâtiments dénombrés sur la commune en 2019, 187 sont en aléa moyen ou fort, soit 99 %, à comparer aux 85 % au niveau départemental et 54 % au niveau national. Une cartographie de l'exposition du territoire national au retrait gonflement des sols argileux est disponible sur le site du BRGM,.
Par ailleurs, afin de mieux appréhender le risque d’affaissement de terrain, l'inventaire national des cavités souterraines permet de localiser celles situées sur la commune.

## Politique et administration
| Période   | Période   | Identité      | Étiquette | Qualité |
| --------- | --------- | ------------- | --------- | ------- |
| 1947      | 1959      | Joseph Delmas |           |         |
| 1959      | mars 2008 | Gilbert Fabre |           |         |
| mars 2008 | en cours  | Daniel Fabre  | SE        |         |

## Démographie
L'évolution du nombre d'habitants est connue à travers les recensements de la population effectués dans la commune depuis 1793. Pour les communes de moins de 10 000 habitants, une enquête de recensement portant sur toute la population est réalisée tous les cinq ans, les populations de référence des années intermédiaires étant quant à elles estimées par interpolation ou extrapolation. Pour la commune, le premier recensement exhaustif entrant dans le cadre du nouveau dispositif a été réalisé en 2006.

En 2022, la commune comptait 317 habitants, en évolution de +13,21 % par rapport à 2016 (Hérault : +7,49 %, France hors Mayotte : +2,11 %).
| 1793 | 1800 | 1806 | 1821 | 1831 | 1836 | 1841 | 1846 | 1851 |
| ---- | ---- | ---- | ---- | ---- | ---- | ---- | ---- | ---- |
| 336  | 335  | 323  | 384  | 323  | 300  | 337  | 322  | 314  |

| 1856 | 1861 | 1866 | 1872 | 1876 | 1881 | 1886 | 1891 | 1896 |
| ---- | ---- | ---- | ---- | ---- | ---- | ---- | ---- | ---- |
| 334  | 285  | 280  | 251  | 257  | 314  | 255  | 255  | 228  |

| 1901 | 1906 | 1911 | 1921 | 1926 | 1931 | 1936 | 1946 | 1954 |
| ---- | ---- | ---- | ---- | ---- | ---- | ---- | ---- | ---- |
| 215  | 188  | 184  | 153  | 150  | 141  | 156  | 138  | 127  |

| 1962 | 1968 | 1975 | 1982 | 1990 | 1999 | 2006 | 2011 | 2016 |
| ---- | ---- | ---- | ---- | ---- | ---- | ---- | ---- | ---- |
| 117  | 123  | 141  | 177  | 246  | 265  | 290  | 297  | 280  |

| 2021 | 2022 | - | - | - | - | - | - | - |
| ---- | ---- | - | - | - | - | - | - | - |
| 305  | 317  | - | - | - | - | - | - | - |

## Économie

### Revenus
En 2018, la commune compte 131 ménages fiscaux, regroupant 293 personnes. La médiane du revenu disponible par unité de consommation est de 20 420 € (20 330 € dans le département).

### Emploi
|                | 2008   | 2013   | 2018  |
| -------------- | ------ | ------ | ----- |
| Commune        | 5,7 %  | 6,5 %  | 8,4 % |
| Département    | 10,1 % | 11,9 % | 12 %  |
| France entière | 8,3 %  | 10 %   | 10 %  |

En 2018, la population âgée de 15 à 64 ans s'élève à 168 personnes, parmi lesquelles on compte 66,5 % d'actifs (58,1 % ayant un emploi et 8,4 % de chômeurs) et 33,5 % d'inactifs,. Depuis 2008, le taux de chômage communal (au sens du recensement) des 15-64 ans est inférieur à celui de la France et du département.
La commune fait partie de la couronne de l'aire d'attraction de Lodève, du fait qu'au moins 15 % des actifs travaillent dans le pôle,. Elle compte 24 emplois en 2018, contre 49 en 2013 et 31 en 2008. Le nombre d'actifs ayant un emploi résidant dans la commune est de 103, soit un indicateur de concentration d'emploi de 23,4 % et un taux d'activité parmi les 15 ans ou plus de 46,5 %.
Sur ces 103 actifs de 15 ans ou plus ayant un emploi, 22 travaillent dans la commune, soit 21 % des habitants. Pour se rendre au travail, 90,1 % des habitants utilisent un véhicule personnel ou de fonction à quatre roues, 0,9 % les transports en commun, 2,1 % s'y rendent en deux-roues, à vélo ou à pied et 6,9 % n'ont pas besoin de transport (travail au domicile).

### Activités hors agriculture
29 établissements sont implantés  aux Plans au 31 décembre 2019.
Le secteur du commerce de gros et de détail, des transports, de l'hébergement et de la restauration est prépondérant sur la commune puisqu'il représente 34,5 % du nombre total d'établissements de la commune (10 sur les 29 entreprises implantées aux Plans), contre 28 % au niveau départemental.

### Agriculture
|               | 1988  | 2000 | 2010  | 2020 |
| ------------- | ----- | ---- | ----- | ---- |
| Exploitations | 18    | 13   | 7     | 4    |
| SAU (ha)      | 1 002 | 910  | 1 012 | 521  |

La commune est dans les Garrigues, une petite région agricole occupant une partie du centre et du nord-est du département de l'Hérault. En 2020, l'orientation technico-économique de l'agriculture  sur la commune est l'élevage d'ovins ou de caprins. Quatre exploitations agricoles ayant leur siège dans la commune sont dénombrées lors du recensement agricole de 2020 (18 en 1988). La superficie agricole utilisée est de 521 ha,,.

## Culture locale et patrimoine

### Lieux et monuments
Les Plans sont l'une des rares communes de France à ne pas posséder de monument aux morts. En effet, tous les hommes de la commune ayant participé aux guerres de 1870, 1914-1918 et 1939-1945 en sont revenus vivants.
Une légende locale attribue cette situation exceptionnelle à la protection des habitants par le saint Sauveur, à qui est dédiée une chapelle construite à l'époque de saint Fulcran (évêque de Lodève au Xe siècle) sur le territoire de la commune, dans la montagne.
- Le radôme météorologique de l'Escandorgue, visible de fort loin, est situé au nord de la commune.
- L'aven des Plans ou aven du Perthus ou aven de Soulages est une cavité karstique qui s'ouvre sur le territoire de la commune des Plans[26].
- Église Saint-Saturnin des Plans. L'édifice est référencé dans la base Mérimée et à l'Inventaire général Région Occitanie[27].
- Chapelle Saint-Sauveur des Plans.

### Fonds d'archives
- Fonds : Archives communales des Plans (1578-1871) [1,82 ml].  Cote : 205 EDT. Montpellier : Archives départementales de l'Hérault (présentation en ligne).